# Papierzeitung
Die Papierzeitung war laut ihrem Untertitel das „Fachblatt für Papier- und Schreibwaren-Handel und Fabrikation sowie für alle verwandten und Hilfs-Geschäfte. Organ des Vereins Deutscher Buntpapier-Fabrikanten“.
Als zeitweilige Papier-Zeitung lautete der Untertitel „Fachblatt für Papier-Erzeugung und -Großhandel, für Papier-Verarbeitung, Kartonagen, Buchbinderei, Druckgewerbe, für Schreibwaren und Bürobedarf“. Das von Carl Hofmann herausgegebene Blatt erschien in 70 Jahrgängen von 1876 bis zum 16. März 1945. Einer der Redakteure der Papier-Zeitung war der 1894 verstorbene Albert Hoffmann.
Ein früherer Titelzusatz lautete „Fachblatt für Papier- und Schreibwaren-Fabrikation und -Handel Buchbinderei, Druck-Industrie, Buchhandel sowie für alle verwandten und Hilfs-Geschäfte: Pappwaren-, Spielkarten-, Tapeten-, Maschinen-, chemische Fabriken usw.“
Das teils monatlich, teils zweiwöchentlich und auch einmal pro Woche erschienene Fachblatt erschien auch in anderen Sprachen, so als englische Ausgabe mit dem Titel German paper news, in französischer Sprache als Revue de la papeterie allemande und als spanische Ausgabe unter dem Titel Revista papelera alemana y de sus industrias derivadas, tipografía, artes del libro y objetos de escritorio.
Die Neue deutsche Papier-Zeitung ging in der Papierzeitung auf, deren Nachfolgerin die Deutsche Papierzeitung wurde.